# Ángel Rodríguez de Prada
Ángel Rodríguez de Prada (Cobreros, 25 febbraio 1859 – Aldaz, 21 ottobre 1935) è stato un religioso, matematico, astronomo, fisico e meteorologo spagnolo.

## Biografia
Si unì all'Ordine di Sant'Agostino a Valladolid nel 1878 e due anni più tardi proseguì la sua formazione religiosa al Monasterio de Santa María, dove istituì la prima stazione meteorologica del convento ed effettuò le sue prime osservazioni astronomiche. Fu ordinato sacerdote dal vescovo Pedro María Lagüera Menezo nel 1884 e poi proseguì gli studi al Monastero dell'Escorial. Nel 1892 conseguì il dottorato di ricerca in astronomia all'Universidad Central de Madrid e l'anno successivo fu eletto membro della Société astronomique de France. Si distinse per gli studi meteorologici, la pressione atmosferica e le eclissi. Si dedicò quindi all'insegnamento presso il Real Centro Universitario María Cristina de El Escorial e nel 1896, in qualità di rettore del Colegio de Guernica, organizzò la costruzione dell'osservatorio meteorologico locale, in collaborazione con il consiglio provinciale di Guipúzcoa e del consiglio comunale di Ondárroa.
Il 3 dicembre 1898 Leone XIII lo nominò direttore della Specola Vaticana, un incarico che ricoprì per sette anni. Primo e unico agostiniano a dirigere l'Osservatorio papale, fu criticato per la bassa qualità delle sue pubblicazioni: il suo Catalogo astrografico del 1903 era così pieno di errori che il neo-eletto Pio X ordinò il ritiro della pubblicazione. Non furono di maggior successo le sue teorie meteorologiche e le sue previsione (pubblicate quotidianamente sull'Osservatore Romano) erano spesso completamente errate. Il 22 dicembre 1905 si dimise su invito di Pietro Maffi, presidente della Specola dall'anno prima. Tra il 1910 e il 1913 fu il Commissario Generale degli Agostiniani in Polonia e nel 1916 tornò in Spagna, dove resse il collegio di Guernica fino al pensionamento nel 1920.
Si ritirò quindi in un convento agostiniano ad Aldaz, di cui fu cappellano fino alla morte nel 1935, all'età di 76 anni.

## Opere (parziale)
- Elementos de matemáticas, 1896.
- La religiosa en soledad, Salamanca, 1897
- Communication Scientifique sur une hypothèse Sur la circulation cyclonique de l'atmosphère dans l'hemisphère boréal, Imp. du Vatican, 1902.
- Meteorología dinámica. Instrucciones para el servicio meteorológico, con José Galbis y Rodríguez. 1902
- Catalogo fotográfico stellare, zona Vaticana (da + 55.0 a + 65.0), 1903.
- La creación del mundo según San Agustín, intérprete del Génesis, Madrid, Marceliano Tabarés. 1906.
- El libro manual de los Hermanos Legos y de las Hermanas de Velo Blanco de la Orden Agustiniana, Viuda de S. Ochoa, 1928